# 동물 보호소

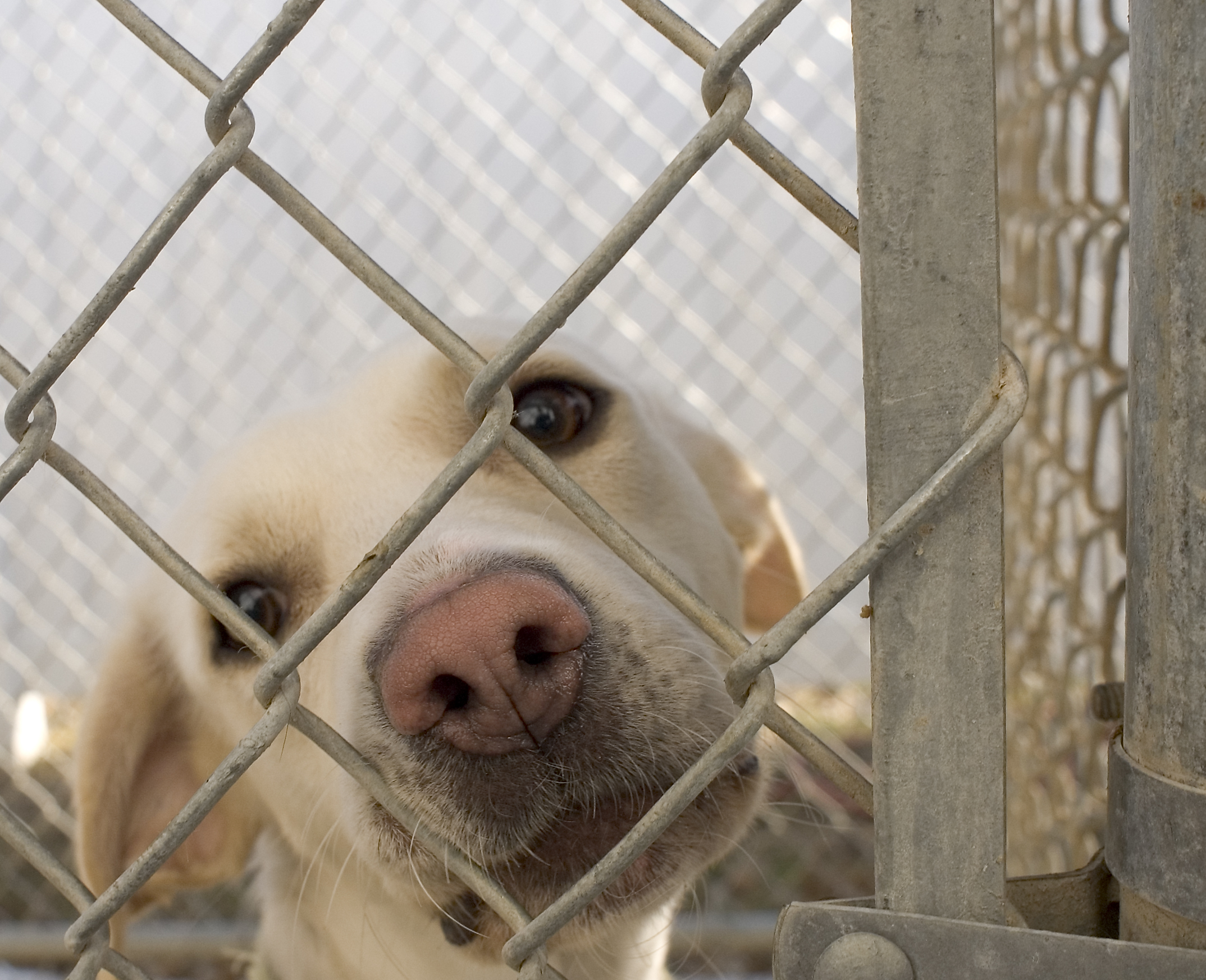
워싱턴, 아이오와에 위치한 안락사를 시키지 않는 동물 보호소의 개

동물 보호소(動物保護所)는 주인을 잃어버리거나, 주인으로부터 버려진 동물들을 위한 복지시설이다. 주로 개와 고양이가 다수를 차지한다. 동물 보호소의 목적은 버려진 동물들이 새 주인을 찾을 때까지 기본적인 생활을 유지시킬 수 있도록 돕는 것이다.
보호소 규정에 따르면 10일간 공고 기간을 내서 주인을 찾고 주인이 안 나타날 경우 또 10일동안 분양 기간을 가진다. 총 20일이 지나 분양이 안 될 경우에는 안락사시킨다.

## 법을 위반한 동물 보호소
동물 보호소에서 동물학대가 이루어질경우 동물 보호소 측에 법적 책임을 물을 수 있다. 동물 보호소의 사육 환경이 좋지 않을 경우 동물들은 다른 동물 보호소로 이동되며 동물 보호소는 법적 책임을 받을 수 있다.